# Medalles del Cercle d'Escriptors Cinematogràfics de 1997
La cerimònia de lliurament de les medalles del Cercle d'Escriptors Cinematogràfics de 1997 va tenir lloc el 25 d'abril de 1998 al Cinema Coliseum de Madrid, com a l'edició de 1996, i fou presentada per Beatriz Rico i Antonio Resines. Va comptar amb el patrocini de la Comunitat de Madrid, l'AITE, la Fundació per al Foment de la Cultura i de la Cinematografia i Promocentro.
Els premis tenien per finalitat distingir als professionals del cinema espanyol i estranger pel seu treball durant l'any 1997. Es van concedir les mateixes deu medalles de l'edició anterior. Es va concedir un premi homenatge a l'historiador i crític Pascual Cebollada García.
Les dues pel·lícules més guardonades foren Secretos del corazón de Montxo Armendáriz i La buena estrella de Ricardo Franco que van obtenir tres medalles cadascuna (millor pel·lícula, director i guió original per la primera, i millor actriu, actor i música la segona).
Després del lliurament de medalles es va projectar en primícia la pel·lícula Mrs. Brown de John Madden.

## Llista de medalles
| Categoria                    | Premiat                  | Labor premiada              |
| ---------------------------- | ------------------------ | --------------------------- |
| Millor pel·lícula            | Secretos del corazón     | pel·lícula                  |
| Millor director              | Montxo Armendáriz        | Secretos del corazón        |
| Millor actriu                | Maribel Verdú            | La buena estrella           |
| Millor actor                 | Antonio Resines          | La buena estrella           |
| Millor fotografia            | Jaume Peracaula i Roura  | El color de las nubes       |
| Millor música                | Eva Gancedo              | La buena estrella           |
| Millor guió original         | Montxo Armendáriz        | Secretos del corazón        |
| Millor guió adaptat          | Bigas Luna Cuca Canals   | La camarera del Titanic     |
| Millor pel·lícula estranjera | L.A. Confidential        | Pel·lícula                  |
| Premi revelació              | Fernando León de Aranoa  | Familia                     |
| Millor muntatge              | José María Biurrun       | El color de las nubes       |
| Premi homenatge              | Pascual Cebollada García | Trajectòria cinematogràfica |